# Bandera de Sant Guim de la Plana
La bandera oficial de Sant Guim de la Plana té la següent descripció:
Bandera apaïsada, de proporcions dos d'alt per tres de llarg, groga, amb vuit discs negres, cadascun de diàmetre 1/9 de l'alçària del drap, un al mig i els altres set equidistants l'un de l'altre al voltant del del mig, aquest situat a una distància d'1/9, de la mateixa alçària, de cadascun dels que l'envolten, tot el conjunt posat a 1/18 de la vora superior i a 1/27 de la de l'asta.
Va ser aprovada el 24 d'octubre de 2006 i publicada en el DOGC el 9 de novembre del mateix any amb el número 4757.